# Lucas Boyé
Lucas Boyé (ur. 28 lutego 1996 w San Gregorio) – argentyński piłkarz występujący na pozycji napastnika w hiszpańskim zespole Elche CF. Posiada również obywatelstwo włoskie.

## Kariera klubowa
Lucas jest wychowankiem River Plate. W argentyńskiej Primera División zadebiutował 11 sierpnia 2014 roku w meczu przeciwko Gimnasia La Plata. Niespełna 3 tygodnie później zdobył swoją pierwszą bramkę w najwyższej klasie rozgrywkowej. W ciągu roku udało mu się wygrać z River Plate trzy ważne na południowoamerykańskim kontynencie puchary - Copa Libertadores (w 2015), Copa Sudamericana (w 2014) oraz Recopa Sudamericana (w 2015). We wrześniu 2015 roku został wypożyczony do Newell’s Old Boys. Tam prezentował się na tyle dobrze, że w lutym 2016 roku Torino zaproponowało młodemu zawodnikowi podpisanie kontraktu. Ostatecznie 4-letnia umowa weszła w życie w lipcu 2016 roku.
W styczniu 2018 roku został wypożyczony do Celta Vigo, po tym jak kontuzje spowodowały, że w pierwszej połowie sezonu 2017/18 wystąpił zaledwie w 11. meczach Serie A. Pobyt w Hiszpanii również nie należał do udanych, po tym jak w 13. meczach nie zdobył bramki, ani nie zaliczył żadnej asysty. Na sezon 2018/2019 został wypożyczony do AEK-u.